# Comitè Paralímpic d'Oceania
El Comitè Paralímpic d'Oceania és una organització a la ciutat de Sydney, Austràlia. És una organització internacional formada pels set comitès paralímpics nacionals d'Oceania. El Comitè Paralímpic d'Oceania es va formar en 2006, quan la federació FESPIC va ser dividida en dues institucions separades, donant origen al Comitè Paralímpic d'Oceania i el Comitè Paralímpic Asiàtic.
| Membres           | Codi | Comité Paralímpic Nacional             |
| ----------------- | ---- | -------------------------------------- |
| Austràlia         | AUS  | Comitè Paralímpic Australià            |
| Fiji              | FIJ  | Associació Paralímpica de Fiji         |
| Nova Zelanda      | NZL  | Paralímpics de Nova Zelanda            |
| Papua Nova Guinea | PNG  | Comitè Paralímpic de Papua Nova Guinea |
| Samoa             | SAM  | Comitè Paralímpic de Samoa             |
| Tonga             | TGA  | Comitè Paralímpic Nacional de Tonga    |
| Vanuatu           | VAN  | Comitè Paralímpic de Vanuatu           |

## Esdeveniments esportius
Jocs de la FESPIC
- 1975 Beppu.
- 1977 Parramatta.
- 1982 Hong Kong.
- 1986 Surakarta.
- 1989 Kobe.
- 1994 Pequín.
- 1999 Bangkok.
- 2002 Busan.
- 2006 Kuala Lumpur.

Jocs de la Joventut de la FESPIC
- 2003 Hong Kong.